# Gynacantha manderica
Gynacantha manderica är en trollsländeart som beskrevs av Karl Grünberg 1902. Gynacantha manderica ingår i släktet Gynacantha och familjen mosaiktrollsländor. IUCN kategoriserar arten globalt som livskraftig. Inga underarter finns listade i Catalogue of Life.